# Подлески (Стрыйский район)
Подлески (укр. Підліски) — село в Ходоровской городской общине Стрыйского района Львовской области Украины.
Население по переписи 2001 года составляло 185 человек. Занимает площадь 0,9 км². Почтовый индекс — 81765. Телефонный код — 3239.